# Black Spider Jr.
Black Spider Jr. (ibland benämnd endast som Spider Jr), född 31 mars 2003 i Monterrey i Nuevo León i Mexiko, är en mexikansk fribrottare som brottats i KAOZ Lucha Libre och Lucha Libre AAA Worldwide och även på den oberoende scenen i förbund som Lucha Time och RIOT Lucha Libre. Black Spider Jr. brottas under en fribrottningsmask och hans identitet är inte känd av allmänheten, vilket är vanligt inom lucha libre.
Black Spider Jr. debuterade år 2017, inledningsvis brottades han mest lokalt men under 2020-talet började han att brottas runt om i Mexiko, bland annat ofta i Saltillo, Monclova och vid några tillfällen i Mexico City. Han är även mycket aktiv på sociala medier som Facebook och Tiktok där flera av hans klipp där han utför fribrottning fått miljontals visningar. Trots tidigare kopplingar till AAA är han bokad till ett evenemang i maj 2024 organiserat av det rivaliserande förbundet Consejo Mundial de Lucha Libre, Mexikos äldsta och största fribrottningsförbund.

## Familj
Black Spider Jr. tillhör en stor fribrottningsfamilj. Hans äldre bror Rey Destroller, som han ofta brottades med och emot, avled den 12 mars 2024 efter en olycka.